# Супергерой
Супергероят е измислен персонаж с несравнима физическа сила, посветен на действията си в услуга на обществото. Първообразът на всички супергерои Супермен дебютира през 1938 г. Оттогава истории за супергерои, от кратки епизодични приключения до дългогодишни саги, доминират в американските комикси и навлизат в другите медии. Супергерой от женски пол понякога е наричан супергероиня.
Според повечето дефиниции, не е необходимо персонажите да имат свръхчовешки сили, за да бъдат смятани за супергерои. Понякога персонажите без такива сили, но имащи много общи черти с тези на супергероите, са определяни като борци с престъпността, ; .
Версията от две думи на термина е запазена марка, притежавана от ДиСи Комикс и Марвел Комикс.
През 2010 в района на Сиатъл започват да се появяват истински „супергерои“, повечето от които с опит в армията или бойните изкуства, борещи се с уличната престъпност.

## История
Думата „супергерой“ се появява за първи път през 1917 г. Предшественици на този архитип се считат митологическите персонажи като Гилгамеш, Хануман, Персей, Одисей, Голиат и полубоговете, например Херкулес. Във фолклора пример за герой е Робин Худ, чийто приключения и начин на обличане наподобяват на съвремения супергерой. Истинското вдъхновения зад героите със суперсили обаче седят „маскираните отмъстители“ от Дивия американски запад. Такива борци срещу неправдата са Отмъстителите от Сан Диего и „Плешивите дръжки“, които се борят и дори убиват престъпници, като крият самоличността си под маска.
През 1903 г. излиза пиесата „Аленото огнивче“, която дава начало на множество други книги. Те популяризират идеята за маскиран отмъстител с тайна самоличност. Скоро след тях в евтините списания от будките се появяват персонажи като Джими Дейл / Сивият тюлен (1914), Зоро (1919), Бък Роджърс (1928), Сянката (1930), Флаш Гордън (1934). В героите от комикс стриповете на вестниците също взима участие прото-супергероя. Добър пример е маскирания персонаж на Фантома (1936). Съществуват и такива, които не носят маски, но притежават суперсили – част от тях са Патаруцу (1928), Попай Моряка (1929) и Хюго Данър от романа на Фил Уайли (1930). През август 1937 г. писмо от колонките на списание „Завладяващи фантастични истории“ (Thrilling Wonder Stories) е използвана думата „супергерой“ за да се определи главния персонаж в комикс стрипа „Зарнак“ на Макс Плейстед.
През 30-те появяват и най-ранните маскирани герои със суперсили. За първи истински супергерои се счита японските Огон Бат (1931) и Принцът на Гама (ранните 30-те). Те водят началото си от „кимишибаи“ – вид театър, който съчетава живо изпълнение на история с картинки. В САЩ в типажа на супергероя попадат Магьосникът Мандрейк (1934), Олга Месмер (1937) и разбира се Супермен (1938) и Капитан Марвел (1939). С последните две имена се свързва началото на „Златната епоха на комиксите“. Точните време на тази епоха е спор на изследователи, но всички са съгласни, че появата на Супермен в списанието „Екшън комикс“ от 1938 г. бележи началото на това време. Фигурата на Супермен остава една от най-разпознаваемите и свързани с характеристиката на супергероя. Човекът от стомана дава тласък на нов тип архитип със скрита идентичност и нечовешки сили. В края на десителетието персонажът на Батман е създаден от авторите Боб Кейн и Бил Фингър.